# Engystomops
Engystomops es un género de anfibios anuros de la familia Leptodactylidae. Se distribuye desde el sur de México hasta el sur de Bolivia, incluyendo todo el norte de América del Sur.

## Especies
Se reconocen las siguientes nueve especies según ASW:
- Engystomops coloradorum (Cannatella & Duellman, 1984)
- Engystomops freibergi (Donoso-Barros, 1969)
- Engystomops guayaco (Ron, Coloma & Cannatella, 2005)
- Engystomops montubio (Ron, Cannatella & Coloma, 2004)
- Engystomops petersi Jiménez de la Espada, 1872
- Engystomops pustulatus (Shreve, 1941)
- Engystomops pustulosus (Cope, 1864)
- Engystomops puyango Ron, Toral, Rivera & Terán-Valdez, 2010
- Engystomops randi (Ron, Cannatella & Coloma, 2004)